# Braunsia similis
Braunsia similis är en stekelart som beskrevs av Szepligeti 1905. Braunsia similis ingår i släktet Braunsia och familjen bracksteklar. Inga underarter finns listade.